# Uwe Menzel
Uwe Menzel (* 1974 in Potsdam) ist ein deutscher Neonazi, Musiker und Sänger. Er spielte in verschiedenen Bandprojekten und hatte eigenständige Bands. Sein Szenename Uwocaust spielt gezielt auf den Holocaust an. Er gilt als ein Hauptakteur in Brandenburg bei der Förderung von rechtsextremistischen Nachwuchsbands und unterhält Kontakte zur rechtsextremen Musikszene in Sachsen-Anhalt.

## Leben
Bekannt wurde Menzel mit seinem ersten Bandprojekt, Proissenheads, die „dumpfe Rassismus-Klischees“ verbreitete und bundesweit bei Konzerten der verbotenen Gruppierung Blood & Honour auftrat. Diese Band probte von 1995 bis 1998 im Rahmen eines integrativen Jugendprojektes in einem städtischen Jugendclub „Club 18“ in Potsdam, bis im Jugendamt bekannt wurde, dass die Band als rechtsextrem eingestuft worden war. Bekannt wurde die Tätigkeit der Band in dem Jugendclub durch die Recherchearbeit antifaschistischer Strukturen in Potsdam. Menzel selbst bezeichnete Gaskammern als „nützlichste Erfindung der Menschheit“.
Das Amtsgericht Potsdam erlegte Menzel und zwei Mitangeklagten eine Geldstrafe auf, weil sie in der ersten Hälfte des Jahres 2000 illegal im Besitz von Waffen waren.

## Musikstil und Texte
Musikalisch sind die Projekte unterschiedlich. Die Projekte Burn Down und Bloodshed fallen im Gegensatz zu Uwocaust und Alte Freunde und Proissenheads in den Bereich Hatecore.
Im Jahr 2012 nahm die Thüringer Band Sonderkommando Dirlewanger (SKD), die dem Netzwerk Blood and Honour nahesteht, mit 14 anderen Rechtsrock-Bands eine gemeinsame Solidaritäts-CD für Ralf Wohlleben auf. Auch Uwocaust & alte Freunde waren darauf vertreten.

## Diskografie

### Proissenheads
- 1995 – Proissen (Demo Kassette, Eigenproduktion)
- 1997 – Split EP – Sachsens Glanz und Preußens Gloria mit „Die Moite“
- 1999 – Jung und Stolz (indiziert)
- 1999 – Bruderkrieg (indiziert)
- 2001 – Mordkommando
- 2001 – Engel der Sünde (indiziert)

### Aryan Brotherhood
- 1998 – German – British Terrormachine Vol. 1
- 2003 – Fanatiker (indiziert)
- 2004 – C.O.T.L. Tag X
- 2004 – Anpassung ist Feigheit – Sturm über Europa
- 2007 – Split EP – Hass schürender Lärm 2 mit „Macht & Ehre & Die Barbaren“
- 2009 – Solidarität 3 – Rosarot
- 2021 – Gift für die Ohren 3 (Split-CD mit D.S.T.)

### Bloodshed
- 2003 – Außer Kontrolle (indiziert)
- 2004 – Asche zu Asche (indiziert)
- 2005 – Sampler – European Sons of Glory
- 2006 – Wut (indiziert)
- 2007 – Zorn
- 2007 – Die Söhne Potsdams 2 – Split EP – mit „Cynic & Lost Souls“
- 2009 – Die Söhne Potsdams 3 – Split
- 2011 – In Anerkennung – Patriae inserviendo consumer
- 2011 – Wenn die Flüsse rot sich färben
- 2021 – Zum letzten Gruß

### Burn Down
- 2005 – Tag der Rache
- 2007 – Gift für die Ohren mit XxX (Wieder von der Indizierungsliste gestrichen)
- 2008 – Zyklon Sturm der Vergeltung
- 2014 – Keine Gnade

### Uwocaust & alte Freunde
- 2009 – Feindbild (indiziert)
- 2010 – Sprengstoffmelodien (indiziert)
- 2010 – NPD-Schulhof-CD – Freiheit statt BRD
- 2012 – Die Söhne Potsdams 4
- 2012 – Blutgruppe
- 2013 – Unsterblichkeit EP

### Kein Leben ohne Kampf
- 2015 – Kein Leben ohne Kampf

### Uwocaust und RAConquista
- 2016 – Uns leite einzig Blut und Treue
- 2018 – Kaltblütig

### Blutrein
- 2019 – Naturkampf (indiziert)
- 2021 – Überlebenskampf
- 2023 – Ahnenkampf

### Uwocaust and the Angry Bois
- 2022 – Das alte Feuer